# 송도 아메리칸타운 더샵 오피스텔
송도 아메리칸타운 더샵 오피스텔(영어: Songdo American Town The Sharp Officetel)은 대한민국 인천광역시 연수구 송도국제도시 (송도동)에 건설중인 오피스텔 단지이다. 오피스텔 2개동으로 구성되어 있다. 202동은 지상 47층, 203동은 지상 10층이고 지하 3층이다. 총 661실이 들어선다.
포스코건설이 짓는 송도 아메리칸타운 사업이다.

## 역사
송도 아메리칸타운 더샵 개발 전 송도 아메리칸타운은 2012년 9월에 계획이 있었고 2013년 11월 7일 기공식을 열였고 2015년 6월 30일 쉐라톤 그랜드 인천 호텔에서 착공 기념했다. 2016년 11월 분양이 완료되었고 2018년 10월 25일에 준공하여 1단계가 완료되었다. 이후 송도 아메리칸타운 2단계를 계획한다. 초기 조감도가 1부터 2까지 있는데 현대산업개발이 시공사로 있을때 조감도가 만들어졌다. 최종 조감도 발표 후 분양이 2021년에 이루어졌고 착공 후 2025년 5월에 완공 예정이다.

## 구성
| 동 명칭 | 층수 |
| ------- | ---- |
| 201동   | 70층 |
| 202동   | 46층 |
| 203동   | 10층 |

## 높이
오피스텔의 층수는 송도 센트로드 오피스텔(45층, 190m)보다 높다. 높이는 이 건물보다 더 높을 수도 있고 낮을 수도 있다. 더샵 오피스텔 높이의 정확한 출처는 없다.

## 특징
초기 조감도 2개와 현대산업개발이 시공사로 선정했을때 조감도가 있다. 그리고 최종 조감도가 공개되었는데 분양이 이루어졌다. 목표는 인천 송도국제도시에서 송도 아메리칸 타운 주변에 오피스텔을 짓는것이다. 층수는 49층으로 되어있고 높은 오피스텔이다. 총 661실이 들어선다. 아메리칸타운을 소유할 마지막 기회가 더샵이 선보이는 오피스텔이다. 주거형 오피스텔은 아파트 유사 평면, 호텔식 로비 공간이 들어서고 실용적인 커뮤니티인 골프연습장, 코인세탁실, 휘트니스 / GX룸이 들어선다. 주차대수는 오피스텔 683대(세대당 약 1.1대)다.

## 내부 시설
다음은 송도 아메리칸타운 더샵 오피스텔의 내부 시설이다.
| 층수                | 시설                   |
| ------------------- | ---------------------- |
| 21층 ~ 47층         | 오피스텔               |
| 20층                | 피난안전구역           |
| 4층 ~ 19층          | 오피스텔               |
| 2층 ~ 3층           | 주민공동시설, 판매시설 |
| 1층                 | 로비, 판매시설         |
| 지하 3층 ~ 지하 1층 | 지하주차장             |

## 같이 보기
- 송도 아메리칸타운 더샵
- 대한민국의 마천루 목록
- 인천광역시의 마천루 목록